# Jordán (Filipinas)
Jordán es la capital de la provincia de Guimarás en Filipinas. Es una de las localidades que componen al Gran Iloílo-Guimarás. El municipio se llama así por los residentes en honor a Juan el Bautista, que creía que los salvaron de una matanza mora durante la época española.

## Barangayes
El municipio se divide a 14 barangayes.
- Alaguisoc
- Balcón Maravilla
- Balcón Melliza
- Bugnay
- Buluangan
- Espinosa
- Hoskyn
- Lawi
- Morobuan
- Población
- Rizal
- San Miguel
- Sinapsapan
- Santa Teresa

- Datos: Q313802
- Multimedia: Jordan, Guimaras / Q313802

1. ↑  Worldpostalcodes.org, código postal n.º 5045.